# Lunta (veke)

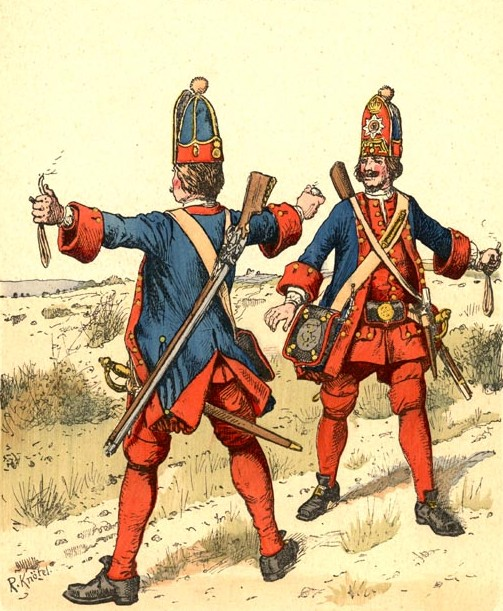
Grenadjärer med lunta i vänster hand och handgranat i den högre.

Lunta var ett slags veke, vars ände antändes och fördes glödande till krutladdningen i fänghålet – på ett handeldvapen eller en kanon – så att skottet brann av.

## Historik
Luntan tillverkades av hamp- eller linblånor, kokta i en lut av gödselvatten, salpeter och pottaska (eller osläckt kalk). Behandlingen gjorde att luntan, när den torkat, kunde brinna med fast glöd. Arkebuser och musköter hade luntan fastsatt på en hane, som knäppte ner luntans glödända i fänghålet. Hakebössor och kanoner antändes via en stång (luntstake) där luntan var fäst.
Yrkesbenämningen för en som tillverkar luntor var luntmakare. Luntor var brandfarliga och förvarades därför i speciella lunthus. Ett sådant fanns på Kärleksudden på Södra Djurgården.